# 张挺 (部长)
张挺（1922年9月11日—2018年11月15日），原名张王廷，山西省忻县东楼乡东楼村人，中华人民共和国政治人物。
张挺早年考入山西省立忻县中学，抗日战争期间，他参加八路军115师686团3营10连担任文书，后随部进入山东。此后升任115师供给部政委。1942年，创建兵工厂；1944年，调山东滨海二军分区二团政委，参加了临沂战役。第二次国共内战期间，其率领部队奔赴东北萧华部，担任东满人民自卫军后勤部科长、辽东新开岭兵工总厂厂长兼政委，组建辽东兵工厂；1948年负重伤。中华人民共和国成立后，担任二机部524厂厂长，支援朝鲜战争。1960年，起用为中华人民共和国第一机械工业部第三计划司副司长等。1964年，调任中华人民共和国第四机械工业部计划司司长。1977年，担任第四机械工业部副部长。1982年，出任中华人民共和国电子工业部部长。2018年11月15日17时35分在北京逝世，享年96岁。